# Julius Sterling Morton
Julius Sterling Morton (22. april 1832 i Adams, New York, USA – 27. april 1902 i Lake Forest, Illinois) var en amerikansk demokratisk politiker.
Han var rejst til Detroit og dimitterede i 1854 fra University of Michigan. Efter studierne flyttede han til Nebraska. Han gjorde tjeneste som USA's landbrugsminister under præsident Grover Cleveland 1893-1897.
| Efterfulgte: Jeremiah McLain Rusk | USA's landbrugsminister 1893–1897 | Efterfulgtes af: James Wilson |

1. ↑  Navnet er anført på engelsk og stammer fra Wikidata hvor navnet endnu ikke findes på dansk.
2. ↑  Navnet er anført på engelsk og stammer fra Wikidata hvor navnet endnu ikke findes på dansk.
3. ↑  Navnet er anført på engelsk og stammer fra Wikidata hvor navnet endnu ikke findes på dansk.